# Ruská Wikipedie
Ruská Wikipedie je jazyková verze Wikipedie v ruštině. Byla založena 20. května 2001. V červnu 2024 obsahovala přes 1 985 000 článků a pracovalo pro ni 68 správců. Registrováno bylo přes 3 595 000 uživatelů, z nichž bylo přes 9 300 aktivních. V počtu článků byla sedmá největší Wikipedie a také první v jazyce nepsaném latinkou nebo první psaná ve slovanském jazyce.
Od roku 2012 je svobodné šíření informací prostřednictvím Wikipedie ohrožováno prosazováním cenzury internetu v Rusku. V roce 2023 byla spuštěna Ruwiki (Рувики), která má být vícejazyčnou cenzurovanou odnoží Wikipedie. 

## Statistika

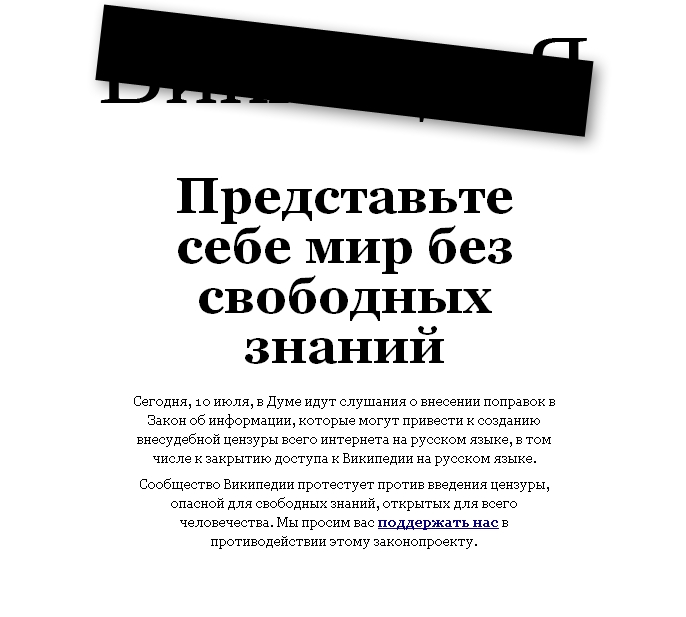
Vystoupení ruské Wikipedie během stávky 10. července

V roce 2012 provedli 71,4 % editací ruské Wikipedie uživatelé z Ruska, 12,4 % z Ukrajiny, 2,7 % z Kazachstánu.
V roce 2018 bylo zobrazeno celkem přes 10,3 miliardy dotazů. Denní průměr byl 28 272 048 a měsíční 859 941 458 dotazů. Nejvíce dotazů bylo zobrazeno v lednu (999 727 431), nejméně v srpnu (757 463 097).
Nejvíce článků, respektive dotazů, z ruské Wikipedie je zobrazeno v Rusku (58,7 %), na Ukrajině (12,6 %), v Kazachstánu (3,9 %), Bělorusku (3,6 %), USA (1,8 %) a Německu (1,3 %). Naopak na území Ruska uživatelé používají ruskou verzi v 84,6 % případů a dalšími nejrozšířenějšími jazykovými verzemi jsou zde anglická (13,6 %) a německá (0,3 %). Uživatelé v Rusku si během měsíce zobrazí asi 546 milionů dotazů, což představuje 3,7 % celkového zobrazení v rámci celé Wikipedie. Ruská Wikipedie je nejpoužívanější verzí v Bělorusku, kde do ní směřuje 88 % dotazů, Tádžikistánu (77,8 %), Uzbekistánu (72,1 %), Kyrgyzstánu (72,1 %), Kazachstánu (62,5 %), na Ukrajině (56 %) a v Moldavsku (47 %).

## Cenzura ruskými úřady
V roce 2013 byla přidána na černou listinu ruských webů.
V dubnu 2014 byl zveřejněn ruský plán na vytvoření alternativy k ruské Wikipedii. Důvodem je poloha serverů na území Spojených států a nebezpečí, že může dojít k „odstřižení“ informací z Wikipedie pro ruské čtenáře v jakémkoliv okamžiku. Obavy se začaly stupňovat poté, co občané na území Ruské federace čelili zablokování mezinárodních platebních systémů Visa a Mastercard a nemohli vybírat peníze z bankomatů a byli též omezeni v používání platebních karet.[chybí lepší zdroj] V listopadu 2014 se objevila zpráva, že Rusko vytváří vlastní verzi Wikipedie, údajně z důvodu „přístupu ke spolehlivějším informacím“, což kritici (zdroj neuvádí nikoho konkrétně) označují za cenzuru.
Na začátku dubna 2013 vyšlo najevo, že některé články z Wikipedie byly zahrnuty v ruské Jednotné evidenci zakázaných stránek. Brzy poté, co byl odstraněn z registru článek o kouření konopí, účastníci Wikipedie článek napsali znovu v souladu s pravidly Wikipedie. Navzdory formální trvalé přítomnosti několika článků ruské Wikipedie v tomto rejstříku, ke skutečnému zamčení přístupu k celým stránkám nedošlo.
18. srpna 2015 Roskomnadzor nejprve požadoval, aby byl na základě rozhodnutí soudu omezen přístup k článku o droze čaras (druh hašiše). Navzdory tomu, že uživatelé Wikipedie článek přejmenovali a zcela přepsali na základě otevřených akademických zdrojů, Roskomnadzor 24. srpna oznámil, že se rozhodl poslat pokyn provozovatelům adresu stránky zamknout. Ke konci srpna 2015 jsou na „černé listině“ 4 ruské články z Wikipedie vztahující se k tématům sebevraždy a drog.
Roskomnadzor požaduje odstranění informací o ruských ztrátách a civilních obětech z článku Ruská invaze na Ukrajinu na ruské Wikipedii, v opačném případě pohrozil úplným zablokováním Wikipedie v Rusku. V Bělorusku policie zatkla editora ruské Wikipedie Marka Bernsteina za šíření „falešných informací“, tedy kvůli porušení ruského zákona omezujícího šíření informací o válce na Ukrajině. Ruské úřady se také snažily zamezit zveřejňování informací o masakru v Buči na ruské Wikipedii.

## Růst počtu článků

Logo ruské wikipedie k výročí dosažení 1 500 000 článků

- 7. listopad 2002 – byla vytvořena první hlavní stránka
- 30. prosinec 2004 – 10 000 článků
- 23. prosinec 2005 – 50 000 článků
- 16. srpen 2006 – 100 000 článků
- 10. březen 2007 – 150 000 článků
- 4. září 2007 – 200 000 článků
- 17. březen 2008 – 250 000 článků
- 18. červenec 2008 – 300 000 článků
- 25. únor 2010 – 500 000 článků
- 8. říjen 2010 – 600 000 článků
- 7. srpen 2011 – 750 000 článků
- 11. května 2013 – 1 000 000 článků
- 1. října 2018 – 1 500 000 článků
- 18. září 2024 – 2 000 000 článků